# Lady Lovely
Lady Lovely (Lady Lovely Locks and the Pixietails) è una serie televisiva a cartoni animati prodotta da Mattel e DiC Entertainment.
È stata trasmessa in Italia per la prima volta all'interno dei programmi per ragazzi Bim bum bam (nella primavera del 1988 ogni domenica) e Ciao Ciao di Italia 1 (da lunedì 12 settembre 1988 a giovedì 3 novembre dello stesso anno, andando in onda il lunedì, mercoledì e venerdì abbinata a Che famiglia è questa Family!, alternata al martedì, giovedì e sabato, con Hilary e Magica magica Emi). Data la breve durata di ogni episodio (10 minuti circa) ne venivano trasmessi due consecutivi. Arrivato direttamente dagli USA, dove aveva ottenuto un discreto successo, nacque per pubblicizzare le bambole e i giocattoli della serie; nel 1989 fu creato anche un fumetto made in Italy apparso su Magic Girl e sul Corriere dei piccoli.

## Trama
Lady Lovely è la principessa del regno di LovelyLocks, regno in cui riesce a mantenere la pace grazie alla magia contenuta nei suoi capelli. La magia, che riesce a rifortificare quando vuole immergendovi un cristallo magico, le permette di ristabilire l'ordine e la serenità quando i suoi nemici intervengono per distruggere il paese. La sua nemica più agguerrita è Neronda, una duchessa che trascorre il suo tempo rinchiusa in un'alta torre a spiare le mosse della principessa dal suo grande telescopio. L'unico desiderio di Neronda è conquistare il regno di LovelyLocks e, per farlo, ha bisogno di una ciocca dei magici capelli di Lady Lovely. Viene aiutata dal suo scagnozzo Sacco di peli, un folletto malvagio dedito alle arti oscure, ma che con le sue pozioni riesce a combinare solo guai. Tenterà più volte di rapire la principessa ma Lovely riuscirà sempre a salvarsi grazie all'aiuto dei suoi magici folletti. I folletti amici della principessa, i Ciuffetti (Lucciola, Scintilla e Fascino), sono dotati di magici poteri contenuti nella loro lunga coda colorata. Anche i Pettignomi, tre malvagi aiutanti di Neronda, insieme a Sacco di peli, erano folletti prima di passare dalla parte del male. Nel castello della principessa vivono anche le sue due fidate amiche, le dame Cioccabella e Ricciolina, senza dimenticare i due animali, Cucciolo di seta (un buffo cagnolino rosa) e Criniera di seta (il suo cavallo lilla). Pronti ad aiutare le tre ragazze nel momento del pericolo ci sono il mago Raggiante (che diviene cieco fuori dal suo castello) e il principe Cuorforte, costretto da un maleficio a rimanere chiuso nel castello del mago, pena la trasformazione in un cane bianco appena abbandonate le sue mura. Per brevi istanti, durante le notti di luna piena, Cuorforte può assumere sembianze umane anche all'esterno del castello di Raggiante, ma per nessuna ragione può incrociare lo sguardo della principessa, pena il ritorno immediato alla forma animale. La serie animata non ha un vero e proprio finale, lasciando presagire, forse, l'esistenza di una seconda serie in fase di pianificazione.

## Episodi
1. Per salvare il mio regno
2. Crudele pretendente
3. Svaniti
4. L'osso del desiderio
5. Il lago dei riflessi
6. Il ciuffo
7. La scoperta
8. La minaccia del lago dello specchio
9. Il cuore spezzato di principe
10. Nel regno del ghiaccio
11. La nobile azione
12. Il dubbio
13. L'albero dei draghi
14. La cattura
15. Luna blu
16. La gara
17. Il potere e la gloria
18. Il custode
19. La palla di fuoco
20. Per prendere un castello

## Doppiaggio
| Personaggi         | Voce originale            | Voce italiana        |
| ------------------ | ------------------------- | -------------------- |
| Lady Lovely        | Elizabeth Carol Savenkoff | Debora Magnaghi      |
| Principe Cuorforte |                           | Daniele Demma        |
| Neronda            | Louise Vallance           | Marcella Silvestri   |
| Ricciolina         | Louise Vallance           | Donatella Fanfani    |
| Cioccabella        | Jeannie Elias             | Patrizia Salmoiraghi |
| Fascino            | Jeannie Elias             | Elena Mazza          |
| Scintilla          |                           | Emanuela Pacotto     |
| Lucciola           |                           | Lidia Costanzo       |
| Raggiante          |                           | Antonio Paiola       |
| Sacco di peli      |                           | Tony Fuochi          |
| Perfidio           |                           | Flavio Arras         |
| Aspide             | Louise Vallance           | Anna Bonel           |
| Voce narrante      |                           | Mario Scarabelli     |

## Sigla
La sigla TV è Lady Lovely, cantata da Cristina D'Avena ed incisa negli album: Cristina D'Avena e i tuoi amici in TV 2 (1988), Fivelandia 7 (1989) e Principi e principesse (album musicale) (2007).